# جون كولتون
جون كولتون (بالإنجليزية: John Colton)‏ هو كاتب سيناريو وكاتب مسرحي أمريكي، ولد في 31 ديسمبر 1887 في منيابولس في الولايات المتحدة، وتوفي في 26 ديسمبر 1946 في غينسفيل في الولايات المتحدة.

## وصلات خارجية
- جون كولتون على موقع IMDb (الإنجليزية)
- جون كولتون على موقع قاعدة بيانات برودواي على الإنترنت (الإنجليزية)
- جون كولتون على موقع قاعدة بيانات الفيلم (الإنجليزية)